# Eupsittula aurea
Eupsittula aurea е вид птица от семейство Папагалови (Psittacidae).

## Разпространение
Видът е разпространен в Аржентина, Боливия, Бразилия, Парагвай, Перу и Суринам.